# Mawbyita
La mawbyita és un mineral de la classe dels fosfats que pertany al grup de la tsumcorita. Va rebre el nom el 1989 per Allan Pring E. Maud McBriar i William Birch en honor de Sir Maurice Alan Edgar Mawby (31 d'agost de 1904, Broken Hill, Austràlia - 4 d'agost de 1977, East Melbourne, Austràlia) per la seva contribució a la indústria minera australiana. Va identificar 17 espècies noves a Broken Hill.

## Característiques
La mawbyita és un arsenat de fórmula química PbFe3+₂(AsO₄)₂(OH)₂. Va ser aprovada com a espècie vàlida per l'Associació Mineralògica Internacional l'any 1988, sent publicada per primera vegada el 1989. Cristal·litza en el sistema monoclínic, sent dimorf monoclínic de la carminita. La seva duresa a l'escala de Mohs és 4. Es pot confondre amb l'arsenbrackebuschita, també un arsenat de plom i ferro, però amb un contingut de plom molt més elevat.
Segons la classificació de Nickel-Strunz, la mawbyita pertany a «08.CG - Fosfats sense anions addicionals, amb H₂O, amb cations de mida mitjana i gran, RO₄:H₂O = 1:1» juntament amb els següents minerals: cassidyita, col·linsita, fairfieldita, gaitita, messelita, parabrandtita, talmessita, hillita, brandtita, roselita, wendwilsonita, zincroselita, rruffita, ferrilotharmeyerita, lotharmeyerita, mounanaïta, thometzekita, tsumcorita, cobaltlotharmeyerita, cabalzarita, krettnichita, cobalttsumcorita, niquellotharmeyerita, manganlotharmeyerita, schneebergita, niquelschneebergita, gartrellita, helmutwinklerita, zincgartrel·lita, rappoldita, fosfogartrel·lita, lukrahnita, pottsita i niqueltalmessita.
Les mostres que van servir per a determinar l'espècie, el que es coneix com a material tipus, es troben conservades al Museu de Victòria, a Melbourne (Austràlia).

## Formació i jaciments
Va ser descoberta al jaciment de Kintore, al districte de Broken Hill, dins el comtat de Yancowinna (Nova Gal·les del Sud, Austràlia). També ha estat descrita en altres punts d'Austràlia, així com als Estats Units, Portugal, França, Alemanya, Bulgària, Txèquia, Àustria, Anglaterra, Grècia i Namíbia. Als territoris de parla catalana ha estat descrita a la mina José Domingo (L'Argentera, Baix Camp).